# Campeonato Paranaense de Futsal de 2012
O Campeonato Paranaense de Futsal de 2012 , cujo nome usual é Chave Ouro 2012, foi a 18ª edição da principal competição do futsal paranaense, sua organização foi de competência da Federação Paranaense de Futsal.
A Copagril foi campeã da Taça Paraná de Futsal (Troféu Jorge Kudri), que equivale a primeira fase da competição .
Já o Cascavel se tornou pentacampeão estadual ao derrotar a mesma Copagril, na final da competição, o título lhe garantiu automaticamente a vaga para a Taça Brasil de Clubes de 2013, já a Associação Palotinense e o Paraná Clube, foram rebaixados a Chave Prata 2013 .

## Regulamento[3]
O Campeonato Paranaense Futsal Chave Ouro 2012, será disputado em cinco fases com o início previsto para o dia 17 de março e seu término para o dia 15 de dezembro.
Taça Paraná de Futsal (Primeira Fase)
Na Primeira fase, as 16 equipes jogam entre si em Turno e Returno, com jogos de ida e volta. Ao final de ambos os Turnos, se qualificam para a Segunda Fase os 12 melhores colocados, sendo que o clube que terminar com a 1ª posição garante o título da Taça Paraná de Futsal (Troféu Jorge Kudri);
Segunda Fase
As doze equipes classificadas, serão distribuídas em seis grupos, de dois componentes, disputando dois jogos eliminatórios, de ida e volta, sendo que as melhores posicionadas da Primeira Fase, jogarão a segunda partida em casa, em caso de empate ou vitória alternada será necessária a realização de prorrogação com a vantagem do empate para a equipe de melhor campanha. Os seis times vencedores, garantem presença na Terceira Fase (Quartas de Final), assim como os que alcançarem o melhor Índice Técnico entre os derrotados.
Terceira Fase (Quartas-de-Final)
Os oito classificados, vão ser divididos em quatro chaves de duas equipes, jogando em Play-Off eliminatório de duas partidas, e em caso de empate ou vitórias alternadas três, persistindo a igualdade na terceira partida, a equipe de melhor campanha tem a vantagem do empate, para ficar com a vaga. As melhores posicionadas da Primeira Fase, jogarão a segunda partida em casa, assim como a terceira se esta for necessária. Classificam-se para a Quarta Fase (Semi-Final) as quatro equipes vencedoras de cada chave.
Quarta Fase (Semi-Final)
Os quatro classificados, serão divididos em duas chaves, jogando em Play-Off eliminatório de duas partidas, e em caso de empate ou vitórias alternadas três, persistindo a igualdade na terceira partida, a equipe de melhor campanha tem a vantagem do empate, para ficar com a vaga. As melhores posicionadas da Primeira Fase, jogarão a segunda partida em casa, assim como a terceira se esta for necessária. Classificam-se para a Quinta Fase (Final) as equipes vencedoras de cada chave.
Quinta Fase (Final)
Os dois times vencedores, disputam a grande final do torneio a fim de definir o campeão da edição. A decisão ocorrerá em duas partidas, e em caso de empate ou vitórias alternadas três, persistindo a igualdade na terceira partida, a equipe de melhor campanha tem a vantagem do empate, para ficar com o título. O melhor posicionado da Primeira Fase, jogará a segunda partida em casa, assim como a terceira se esta for necessária.
Rebaixamento
As três últimas colocadas realizam um triangular, em dois turnos, com jogos de ida e volta, sendo que a pior colocada estará  automaticamente rebaixada para a Chave Prata 2013.
Critérios de Desempate
1. Equipe que obtiver o maior número de pontos;
2. Confronto direto;
3. Menor média de gols sofridos na Fase (número de gols sofridos divididos pelo número de jogos);
4. Maior média de gols marcados na Fase (número de gols feitos dividido pelo número de jogos);
5. Maior saldo;
6. Sorteio.

## Participantes em2012
| Clube                  | Cidade                  | Em 2011       | Ginásio                 | Títulos (mais recente) |
| ---------------------- | ----------------------- | ------------- | ----------------------- | ---------------------- |
| Associação Palotinense | Palotina                | (Chave Ouro)  | Ardomar Somensi         | 0 (não possui)         |
| Campo Mourão           | Campo Mourão            | (Chave Ouro)  | Valternei de Oliveira   | 0 (não possui)         |
| Cascavel               | Cascavel                | (Chave Ouro)  | Ginásio da Neva         | 4 (último em 2011)     |
| Copagril               | Marechal Cândido Rondon | (Chave Ouro)  | Ney Braga               | 1 (último em 2009)     |
| Corbélia               | Corbélia                | (Chave Ouro)  | José Richa              | 0 (não possui)         |
| Guarapuava             | Guarapuava              | (Chave Ouro)  | Ginásio Joaquim Prestes | 1 (último em 2010)     |
| Keima                  | Ponta Grossa            | (Chave Prata) | Oscar Pereira           | 0 (não possui)         |
| Marreco                | Francisco Beltrão       | (Chave Ouro)  | Arrudão                 | 0 (não possui)         |
| Oppnus/Maringá         | Maringá                 | (Chave Ouro)  | Chico Neto              | 0 (não possui)         |
| Paraná Clube           | Curitiba                | (Chave Ouro)  | Ginásio do Paraná Clube | 0 (não possui)         |
| Pato Futsal            | Pato Branco             | (Chave Prata) | Dolivar Lavarda         | 1 (último em 2006)     |
| Quedas                 | Quedas do Iguaçu        | (Chave Ouro)  | Tarumã                  | 0 (não possui)         |
| São Lucas              | Paranavaí               | (Chave Ouro)  | Lacerdinha              | 0 (não possui)         |
| Toledo                 | Toledo                  | (Chave Ouro)  | Alcides Pan             | 0 (não possui)         |
| Umuarama               | Umuarama                | (Chave Ouro)  | Amário Vieira da Costa  | 2 (último em 2008)     |
| Unipa                  | Foz do Iguaçu           | (Chave Prata) | Costa Cavalcanti        | 0 (não possui)         |

## Taça Paraná de Futsal

### Classificação
| Pos | Times                    | Pts | J  | V  | E | D  | GP  | GC  | SG  | %     | Classificação                     |
| --- | ------------------------ | --- | -- | -- | - | -- | --- | --- | --- | ----- | --------------------------------- |
| 1   | Copagril                 | 77  | 30 | 25 | 2 | 3  | 103 | 25  | 78  | 85,5% | Campeão da Taça Paraná de Futsal  |
| 2   | Cascavel                 | 71  | 30 | 22 | 5 | 3  | 112 | 55  | 55  | 78,8% | Classificados para a Segunda Fase |
| 3   | Oppnus/Maringá           | 61  | 30 | 18 | 7 | 5  | 77  | 49  | 28  | 67,7% | Classificados para a Segunda Fase |
| 4   | Umuarama                 | 57  | 30 | 18 | 3 | 9  | 98  | 68  | 30  | 63,3% | Classificados para a Segunda Fase |
| 5   | Unipa                    | 56  | 30 | 17 | 5 | 8  | 90  | 68  | 22  | 62,2% | Classificados para a Segunda Fase |
| 6   | Pato Futsal              | 52  | 30 | 16 | 4 | 10 | 97  | 75  | 22  | 57,7% | Classificados para a Segunda Fase |
| 7   | Guarapuava               | 52  | 30 | 16 | 4 | 10 | 95  | 75  | 20  | 57,7% | Classificados para a Segunda Fase |
| 8   | Keima                    | 50  | 30 | 14 | 5 | 11 | 85  | 65  | 20  | 55,5% | Classificados para a Segunda Fase |
| 9   | Marreco                  | 37  | 30 | 10 | 7 | 13 | 77  | 87  | -10 | 41,1% | Classificados para a Segunda Fase |
| 10  | Quedas                   | 32  | 30 | 8  | 8 | 14 | 68  | 88  | -20 | 35,5% | Classificados para a Segunda Fase |
| 11  | Corbélia                 | 28  | 30 | 8  | 4 | 18 | 85  | 109 | -24 | 31,1% | Classificados para a Segunda Fase |
| 12  | São Lucas                | 31  | 30 | 8  | 7 | 15 | 60  | 84  | -24 | 34,4% | Classificados para a Segunda Fase |
| 13  | Campo Mourão             | 25  | 30 | 6  | 7 | 17 | 71  | 105 | -34 | 27,7% |                                   |
| 14  | Toledo                   | 22  | 30 | 6  | 4 | 20 | 52  | 93  | -41 | 24,4% |                                   |
| 15  | Paraná Clube 1           | 20  | 30 | 5  | 5 | 20 | 93  | 115 | -55 | 22,2% | Rebaixados                        |
| 16  | Associação Palotinense 2 | 7   | 30 | 3  | 4 | 23 | 54  | 118 | -64 | 7,7%  | Rebaixados                        |

- 1 Originalmente, Toledo, Paraná Clube e Associação Palotinense, deveriam jogar o Triangular de Rebaixamento, porém os dois últimos desistiram da disputa, decretando o declínio de ambos para a Chave Prata.
- 2  A Associação Palotinense foi punida pelo TJD-PR com a perda de 6 (seis) pontos por utilização de atleta irregular.

### Confrontos
Para ler a tabela, a linha horizontal representa os jogos da equipe como mandante. A coluna vertical indica os jogos da equipe como visitante.
Resultados estão em verde.
|                        | APA | CAM | CAS | COP | COR | GUA | KEI | MAR | OPN | PAR  | PAT | QUE | SLU | TOL | UMU | UNI |
| ---------------------- | --- | --- | --- | --- | --- | --- | --- | --- | --- | ---- | --- | --- | --- | --- | --- | --- |
| Associação Palotinense | —   | 2–5 | 1–5 | 2–5 | 3–2 | 0–2 | 4–2 | 2–4 | 5–1 | 1–1  | 2–3 | 2–2 | 2–3 | 3–2 | 1–7 | 5–0 |
| Campo Mourão           | 5–3 | —   | 3–4 | 0–2 | 2–0 | 2–1 | 0–2 | 3–3 | 2–4 | 4–0  | 4–5 | 3–2 | 1–2 | 2–2 | 6–1 | 4–7 |
| Cascavel               | 6–2 | 6–2 | —   | 1–2 | 5–3 | 7–2 | 0–2 | 4–1 | 3–4 | 5–0  | 5–4 | 2–2 | 2–0 | 5–1 | 2–1 | 4–3 |
| Copagril               | 5–1 | 5–1 | 1–2 | —   | 4–0 | 1–0 | 0–2 | 3–0 | 3–4 | 10–0 | 4–1 | 2–1 | 2–0 | 8–0 | 4–1 | 9–1 |
| Corbélia               | 7–2 | 3–2 | 3–5 | 0–6 | —   | 5–4 | 1–4 | 4–6 | 2–2 | 7–1  | 5–8 | 4–3 | 4–4 | 6–2 | 3–6 | 5–3 |
| Guarapuava             | 5–0 | 5–0 | 3–3 | 1–3 | 3–2 | —   | 1–4 | 2–1 | 1–1 | 5–3  | 3–2 | 4–0 | 6–2 | 1–2 | 5–2 | 1–5 |
| Keima                  | 5–0 | 4–3 | 3–3 | 1–3 | 2–1 | 4–4 | —   | 4–2 | 5–2 | 6–0  | 3–3 | 6–2 | 8–2 | 3–0 | 4–2 | 3–2 |
| Marreco                | 4–3 | 3–3 | 0–5 | 0–0 | 5–3 | 2–2 | 4–3 | —   | 0–1 | 5–3  | 3–3 | 2–5 | 3–1 | 3–2 | 3–4 | 1–1 |
| Oppnus/Maringá         | 5–0 | 3–2 | 1–1 | 2–1 | 2–1 | 1–1 | 1–1 | 4–2 | —   | 3–2  | 3–5 | 3–3 | 2–2 | 3–0 | 4–1 | 5–3 |
| Paraná Clube           | 6–1 | 1–1 | 1–5 | 1–3 | 3–3 | 1–2 | 2–2 | 3–0 | 0–5 | —    | 4–2 | 7–3 | 2–5 | 2–2 | 2–7 | 3–5 |
| Pato Futsal            | 4–3 | 6–1 | 3–3 | 3–3 | 4–1 | 5–2 | 5–0 | 2–4 | 1–0 | 4–2  | —   | 5–1 | 1–2 | 4–1 | 2–3 | 4–1 |
| Quedas                 | 5–3 | 4–2 | 1–3 | 1–3 | 1–1 | 2–5 | 2–1 | 3–7 | 4–4 | 4–1  | 1–0 | —   | 2–2 | 3–0 | 3–3 | 1–1 |
| São Lucas              | 2–2 | 9–0 | 1–3 | 1–3 | 2–6 | 0–3 | 1–1 | 5–5 | 1–3 | 2–1  | 1–2 | 2–1 | —   | 2–1 | 3–5 | 1–4 |
| Toledo                 | 5–4 | 5–5 | 1–4 | 0–3 | 6–0 | 5–1 | 2–3 | 0–5 | 0–3 | 6–5  | 3–2 | 1–3 | 1–1 | —   | 0–1 | 2–3 |
| Umuarama               | 3–2 | 7–4 | 2–2 | 2–3 | 3–0 | 1–3 | 3–2 | 3–1 | 4–1 | 6–1  | 7–0 | 4–1 | 4–0 | 2–0 | —   | 2–5 |
| Unipa                  | 2–1 | 4–4 | 2–1 | 2–1 | 6–2 | 2–2 | 1–0 | 5–0 | 2–3 | 4–1  | 0–4 | 5–2 | 4–1 | 3–2 | 1–1 | —   |

| Vitória do mandante; Vitória do visitante; Empate. |

### Premiação
| Taça Paraná de Futsal de 2012 |
| ----------------------------- |
| Copagril Futsal (3º título)   |

## Segunda Fase

### Confrontos
Jogos de ida
| Data          | Grupo   | Equipe 1     | Placar | Equipe 2       | Ginásio               |
| ------------- | ------- | ------------ | ------ | -------------- | --------------------- |
| 20 de outubro | Grupo A | Corbélia     | 0 – 4  | Copagril       | José Richa            |
| 19 de outubro | Grupo B | São Lucas    | 2 – 3  | Cascavel       | Antônio Lacerda Braga |
| 20 de outubro | Grupo C | Quedas       | 2 – 0  | Oppnus/Maringá | Tarumã                |
| 20 de outubro | Grupo D | Marreco      | 3 – 3  | Umuarama       | Arrudão               |
| 20 de outubro | Grupo E | Ponta Grossa | 4 – 3  | Unipa          | Oscar Pereira         |
| 20 de outubro | Grupo F | Guarapuava   | 4 – 2  | Pato Futsal    | Joaquim Prestes       |

Jogos de volta
| Data          | Grupo   | Equipe 1       | Placar          | Equipe 2   | Ginásio                |
| ------------- | ------- | -------------- | --------------- | ---------- | ---------------------- |
| 31 de outubro | Grupo A | Copagril       | 6 – 2           | Corbélia   | Ney Braga              |
| 29 de outubro | Grupo B | Cascavel       | 3 – 3           | São Lucas  | Neva                   |
| 30 de outubro | Grupo C | Oppnus/Maringá | 7 – 0           | Quedas 1   | Chico Neto             |
| 30 de outubro | Grupo D | Umuarama       | 3 – 2           | Marreco    | Amário Vieira da Costa |
| 31 de outubro | Grupo E | Unipa          | 2 – 0 (0–0 Pro) | Keima 2    | Costa Cavalcanti       |
| 31 de outubro | Grupo F | Pato Futsal    | 0 – 1           | Guarapuava | Dolivar Lavarda        |

- Em negrito, os classificados aos Play - offs.
- 1  Classificado pelo Índice técnico em 2º Lugar.
- 2  Classificado pelo Índice técnico em 1º Lugar..

### Classificação
Grupo A
| Pos | Times    | Pts | J | V | E | D | GP | GC | SG | %    | Classificação                    |
| --- | -------- | --- | - | - | - | - | -- | -- | -- | ---- | -------------------------------- |
| 1   | Copagril | 6   | 2 | 2 | 0 | 0 | 10 | 2  | 8  | 100% | Classificado para a Segunda Fase |
| 2   | Corbélia | 0   | 2 | 0 | 0 | 2 | 2  | 10 | -8 | 0%   | Eliminado                        |

Grupo B
| Pos | Times     | Pts | J | V | E | D | GP | GC | SG | %     | Classificação                    |
| --- | --------- | --- | - | - | - | - | -- | -- | -- | ----- | -------------------------------- |
| 1   | Cascavel  | 4   | 2 | 1 | 1 | 0 | 5  | 4  | 1  | 66,6% | Classificado para a Segunda Fase |
| 2   | São Lucas | 1   | 2 | 0 | 1 | 1 | 4  | 5  | -1 | 16,6% | Eliminado                        |

Grupo C
| Pos | Times          | Pts | J | V | E | D | GP | GC | SG | %   | Classificação                     |
| --- | -------------- | --- | - | - | - | - | -- | -- | -- | --- | --------------------------------- |
| 1   | Oppnus/Maringá | 3   | 2 | 1 | 0 | 1 | 9  | 2  | 7  | 50% | Classificado para a Segunda Fase  |
| 2   | Quedas         | 3   | 2 | 1 | 0 | 1 | 2  | 9  | -7 | 50% | Classificados pelo Índice Técnico |

Grupo D
| Pos | Times    | Pts | J | V | E | D | GP | GC | SG | %     | Classificação                    |
| --- | -------- | --- | - | - | - | - | -- | -- | -- | ----- | -------------------------------- |
| 1   | Umuarama | 4   | 2 | 1 | 1 | 0 | 6  | 5  | 2  | 66,6% | Classificado para a Segunda Fase |
| 2   | Marreco  | 1   | 2 | 0 | 1 | 1 | 5  | 6  | -1 | 16,6% | Eliminado                        |

Grupo E
| Pos | Times | Pts | J | V | E | D | GP | GC | SG | %   | Classificação                     |
| --- | ----- | --- | - | - | - | - | -- | -- | -- | --- | --------------------------------- |
| 1   | Unipa | 3   | 2 | 1 | 0 | 1 | 5  | 4  | 1  | 50% | Classificado para a Segunda Fase  |
| 2   | Keima | 3   | 2 | 1 | 0 | 1 | 4  | 5  | -1 | 50% | Classificados pelo Índice Técnico |

Grupo F
| Pos | Times       | Pts | J | V | E | D | GP | GC | SG | %    | Classificação                    |
| --- | ----------- | --- | - | - | - | - | -- | -- | -- | ---- | -------------------------------- |
| 1   | Guarapuava  | 6   | 2 | 2 | 0 | 0 | 5  | 2  | 3  | 100% | Classificado para a Segunda Fase |
| 2   | Pato Futsal | 0   | 2 | 0 | 0 | 2 | 2  | 5  | -3 | 0%   | Eliminado                        |

Quadro de Classificação do Índice técnico
| Pos | Times       | Pts | J | V | E | D | GP | GC | SG | %     | Classificação                     |
| --- | ----------- | --- | - | - | - | - | -- | -- | -- | ----- | --------------------------------- |
| 1   | Keima       | 3   | 2 | 1 | 0 | 1 | 4  | 5  | -1 | 50%   | Classificados para a Segunda Fase |
| 2   | Quedas      | 3   | 2 | 1 | 0 | 1 | 2  | 9  | -7 | 50%   | Classificados para a Segunda Fase |
| 3   | Marreco     | 1   | 2 | 0 | 1 | 1 | 5  | 6  | -1 | 16,6% | Eliminados                        |
| 4   | São Lucas   | 1   | 2 | 0 | 1 | 1 | 4  | 5  | -1 | 16,6% | Eliminados                        |
| 5   | Pato Futsal | 0   | 2 | 0 | 0 | 2 | 2  | 5  | -3 | 0%    | Eliminados                        |
| 6   | Corbélia    | 0   | 2 | 0 | 0 | 2 | 2  | 10 | -8 | 0%    | Eliminados                        |

## Play-Offs
|  | Quartas de final       | Quartas de final    | Quartas de final | Quartas de final    |          |   | Semifinais | Semifinais        | Semifinais | Semifinais |  |  | Final | Final | Final | Final |
|  |                        |                     |                  |                     |          |   |            |                   |            |            |  |  |       |       |       |       |
|  | 3 e 9 de novembro      |                     |                  |                     |          |   |            |                   |            |            |  |  |       |       |       |       |
|  |                        |                     |                  |                     |          |   |            |                   |            |            |  |  |       |       |       |       |
|  | Copagril               | 2                   | 3                |                     |          |   |            |                   |            |            |  |  |       |       |       |       |
|  | Copagril               | 2                   | 3                | 17 e 23 de novembro |          |   |            |                   |            |            |  |  |       |       |       |       |
|  | Quedas                 | 0                   | 0                |                     |          |   |            |                   |            |            |  |  |       |       |       |       |
|  | Quedas                 | 0                   | 0                | Copagril            | 3        | 2 |            |                   |            |            |  |  |       |       |       |       |
|  | 6, 10 e 14 de novembro |                     |                  | Copagril            | 3        | 2 |            |                   |            |            |  |  |       |       |       |       |
|  |                        | Umuarama            | 0                | 2                   |          |   |            |                   |            |            |  |  |       |       |       |       |
|  | Umuarama               | Umuarama            | 0                | 2                   | 1        | 8 | 4          |                   |            |            |  |  |       |       |       |       |
|  | Umuarama               |                     |                  |                     | 1        | 8 | 4          | 1 e 5 de dezembro |            |            |  |  |       |       |       |       |
|  | Unipa                  | 2                   | 1                | 0                   |          |   |            |                   |            |            |  |  |       |       |       |       |
|  | Unipa                  | 2                   | 1                | 0                   | Copagril | 0 | 1          |                   |            |            |  |  |       |       |       |       |
|  | 3 e 10 de novembro     |                     |                  |                     | Copagril | 0 | 1          |                   |            |            |  |  |       |       |       |       |
|  |                        | Cascavel            | 1                | 1                   |          |   |            |                   |            |            |  |  |       |       |       |       |
|  | Cascavel               | Cascavel            | 1                | 1                   | 2        | 6 |            |                   |            |            |  |  |       |       |       |       |
|  | Cascavel               | 16 e 24 de novembro |                  |                     | 2        | 6 |            |                   |            |            |  |  |       |       |       |       |
|  | Keima                  | 2                   | 3                |                     |          |   |            |                   |            |            |  |  |       |       |       |       |
|  | Keima                  | 2                   | 3                | Cascavel            | 1        | 4 |            |                   |            |            |  |  |       |       |       |       |
|  | 3 e 10 de novembro     |                     |                  | Cascavel            | 1        | 4 |            |                   |            |            |  |  |       |       |       |       |
|  |                        | Oppnus/Maringá      | 0                | 3                   |          |   |            |                   |            |            |  |  |       |       |       |       |
|  | Oppnus/Maringá         | Oppnus/Maringá      | 0                | 3                   | 2        | 4 |            |                   |            |            |  |  |       |       |       |       |
|  | Oppnus/Maringá         |                     |                  |                     | 2        | 4 |            |                   |            |            |  |  |       |       |       |       |
|  | Guarapuava             | 1                   | 1                |                     |          |   |            |                   |            |            |  |  |       |       |       |       |
|  | Guarapuava             | 1                   | 1                |                     |          |   |            |                   |            |            |  |  |       |       |       |       |

## Final

### Primeiro jogo
| 1 de dezembro de 2012 | Cascavel          | 1 - 0 | Copagril | Ginásio da Neva, Cascavel |
| 20:00                 | Edigleuson 17:40' |       |          |                           |

| Cascavel | Copagril |

### Segundo jogo
| 6 de dezembro de 2012 | Copagril     | 1 - 1 | Cascavel       | Ginásio Ney Braga, Marechal Cândido Rondon |
| 20:00                 | Dyego 38:00' |       | Rafinha 25:52' |                                            |

| Copagril | Cascavel |

## Artilharia
| Gols | Jogador        | Time     |
| ---- | -------------- | -------- |
| 27   | Valença        | Copagril |
| 24   | Jorge Alex     | Keima    |
| 22   | Amarelinho     | Corbélia |
| 21   | Chico Paulista | Copagril |
| 20   | Gadeia         | Copagril |
| 19   | Guilherme      | Cascavel |
| 18   | Caça           | Cascavel |
| 17   | Gleyson        | Keima    |
| 17   | Emerson        | Keima    |
| 17   | Tato           | Keima    |
| 17   | Rato           | Marreco  |

## Premiação[4]
| Campeonato Paranaense de Futsal de 2012   |
| ----------------------------------------- |
| Cascavel Futsal Clube Campeão (5º título) |

## Classificação Geral
| Pos | Times                  | Pts | J  | V  | E | D  | GP  | GC  | SG  | %     | Classificação                   |
| --- | ---------------------- | --- | -- | -- | - | -- | --- | --- | --- | ----- | ------------------------------- |
| 1   | Cascavel               | 89  | 38 | 27 | 8 | 3  | 132 | 64  | 5   | 78,9% | Finalistas                      |
| 2   | Copagril               | 94  | 38 | 30 | 4 | 4  | 128 | 31  | 97  | 82,9% | Finalistas                      |
| 3   | Oppnus/Maringá         | 70  | 36 | 21 | 7 | 8  | 77  | 95  | 58  | 64,1% | Eliminados nas semifinais       |
| 4   | Umuarama               | 68  | 37 | 21 | 5 | 11 | 119 | 81  | 38  | 61,6% | Eliminados nas semifinais       |
| 5   | Unipa                  | 62  | 35 | 19 | 5 | 11 | 98  | 85  | 13  | 59,5% | Eliminados nas Quartas-de-final |
| 6   | Guarapuava             | 58  | 34 | 18 | 4 | 12 | 102 | 75  | 83  | 56,2% | Eliminados nas Quartas-de-final |
| 7   | Keima                  | 54  | 34 | 15 | 6 | 13 | 94  | 78  | 16  | 52,4% | Eliminados nas Quartas-de-final |
| 8   | Quedas                 | 35  | 34 | 9  | 8 | 17 | 70  | 102 | -32 | 34,8% | Eliminados nas Quartas-de-final |
| 9   | Pato Futsal            | 52  | 32 | 16 | 4 | 12 | 99  | 80  | 19  | 54,7% | Eliminados na Segunda Fase      |
| 10  | Marreco                | 38  | 32 | 10 | 8 | 14 | 82  | 93  | -11 | 39,3% | Eliminados na Segunda Fase      |
| 11  | São Lucas              | 32  | 32 | 8  | 8 | 16 | 64  | 89  | -25 | 33,3% | Eliminados na Segunda Fase      |
| 12  | Corbélia               | 28  | 32 | 8  | 4 | 20 | 87  | 119 | -32 | 29,7% | Eliminados na Segunda Fase      |
| 13  | Campo Mourão           | 25  | 30 | 6  | 7 | 17 | 71  | 105 | -34 | 27,7% | Eliminados na Primeira Fase     |
| 14  | Toledo                 | 22  | 30 | 6  | 4 | 20 | 52  | 93  | -41 | 24,4% | Eliminados na Primeira Fase     |
| 15  | Paraná Clube           | 20  | 30 | 5  | 5 | 20 | 93  | 115 | -55 | 22,2% | Rebaixados                      |
| 16  | Associação Palotinense | 7   | 30 | 3  | 4 | 23 | 54  | 118 | -64 | 7,7%  | Rebaixados                      |